# Borneói pávafácán
A borneói pávafácán (Polyplectron schleiermacheri) a madarak osztályának tyúkalakúak (Galliformes) rendjébe és a fácánfélék (Phasianidae) családjába tartozó faj.
Egyes rendszerbesorolások szerint a maláj pávafácán (Polyplectron malacense) alfaja Polyplectron malacense schleiermacheri néven.

## Előfordulása
Indonézia és Malajzia területén honos. Síkvidéki esőerdők lakója.

## Megjelenése
Testhossza 50 centiméter.

## Szaporodása
Fészekalja egyetlen tojásból áll.